# LuaTeX
LuaTeX（プレーンテキストでは "LuaTeX" と表記する）は、TeX をベースとした組版システムであり、初めはLuaスクリプトエンジンが組み込まれた pdfTeX の一つのバージョンとして開発が始められた。実験が重ねられたのち、pdfTeXチームによって、pdfTeX（それ自体が、eTeXの拡張であり、PDFを生成する）の後継として採用された。のちに、Omega、Aleph（とりわけ多方向組版）の機能のいくつかが取り入れられた。プロジェクトはOriental TeXプロジェクトがスポンサーとなっている。

## バージョン
最初のパブリックベータは、TUG2007 in San Diegoで立ち上がった。最初の正式リリースは2009年末とすることが計画され、最初の安定版は2010年にリリースされた。2012年にバージョン1.00が予定されていたが間に合わなかった。バージョン1.00は2016年9月の第10回ConTeXtミーティング2016時にリリースされた。
2010年10月には、ConTeXt mark IVとLaTeX拡張パッケージ（例えば、luaotfload、luamplib、luatexbase、luatextra）の両方がLuaTeXの機能を利用している。どちらもTeX Live 2010 with LuaTeX 0.60でサポートされている。Plain TeXをサポートする仕組みも開発中である。

## プロジェクトの目的
プロジェクトの主な目的は、すべてのインターナルがLuaからアクセスできるTeXを作成することである。TeXに迫る過程で、多くのインターナルコードが書き換えられることになる。TeXそのものの内部に新たな特徴をハードコードすることなく、ユーザ（やマクロパッケージ製作者）は自身の拡張を作成することができる。LuaTeXは、ネイティブでOpenTypeフォントをサポートする。そのうちのひとつ、Luaで書かれたものがLuaTeXチームから提供されているが、複雑なスクリプトのサポートは限定的である。2022年現在は、HarfBuzzをレンダリングエンジンとしたLuaHBTeXが使用されている。
関連するプロジェクトとして、グラフィックエンジンをTeXにもたらすMPLib（MetaPostライブラリモジュールの拡張）がある。
LuaTeXチームはLuigi Scarso、Taco Hoekwater、Hartmut Henkel、Hans Hagenから成る。

## 読書案内
- Manuel Pégourié-Gonnard: A guide to LuaLaTeX. 2010年11月11日.
- LuaTeX development team: LuaTeX reference manual (0.70.1). 2011年5月20日.
- LuaTeX development team: LuaTeX reference manual (0.71.0). 2011年10月11日.
- 北川弘典（LuaTeX-ja プロジェクトチーム）: LuaTeX-jaの開発、2011年10月22日、TeXユーザの集い 2011